# トップをねらえ2!
『トップをねらえ2!』（Aim for the Top2! DIEBUSTER）とはGAINAXより設立20周年記念作品として制作されたOVA作品。発売は2004年11月から2006年8月で全6話。1988年の作品『トップをねらえ!』の続編に当たる。
再編集による劇場版が前作との2本立てで2006年10月1日より東京アニメセンター・アキバ3Dシアターにて公開。札幌・新潟・大阪・名古屋・神戸でも上映。
2005年に開催された第10回アニメーション神戸にて、作品賞・パッケージ部門を受賞。同年東京アニメアワード2005においても、オリジナルビデオ部門優秀作品賞を受賞している。
タイトル表記は『トップをねらえ!2』ではなく、「!」の前に「2」がくる『トップをねらえ2!』が正しい。

## 概要

### 作品概説
1988年に発売されたGAINAX初期の代表作『トップをねらえ!』（OVA作品）の続編である。監督は鶴巻和哉であり、前作の監督庵野秀明は監修として参加している。しかし、庵野は最初にアイデアをひとつ出した以外は第4話で絵コンテを切るまでの間全くノータッチで監修とは名ばかりだったと言われている。そのほかの製作スタッフはGAINAX中核メンバーの入れ替わりもあり『トップをねらえ!』とは大きく異なっている。

### 前作『トップをねらえ!』との関連
物語の前半では、前作『トップをねらえ!』とは隔絶した様相の世界を舞台に、人類とその敵である宇宙怪獣との戦いという、雰囲気を変えつつも一見して前作の構図を踏襲した物語が描かれる。しかし、これは視聴者を欺く偽りの構図である。
中盤の第4話ではどんでん返しによって序盤から描かれてきた構図が覆されると同時に、本作の世界と前作の世界との繋がりが明かされ、実はノリコ達が帰還するまでの空白期間であった12000年間の最終盤に起こった事件であること、伏せられていたヒロインの本当の素性が明らかになった。こうしたどんでん返しの伏線として、序盤から登場する宇宙怪獣のデザインは前作と異なる作風で描かれ、第4話になってから前作を踏襲したデザインの宇宙怪獣が登場するという演出が用いられている。
第5話では、前作の第5話でブラックホール爆弾となって自沈した宇宙戦艦ヱクセリヲンを取り込んだ宇宙怪獣が、物語最大の敵として登場する。物語を締め括るラストシーンでは、前作のラストシーンと同一の場面が大人に成長し学者となったラルクの視点から描かれる。
第3話に登場する太陽系第5惑星木星は、前作においてバスターマシン3号のコアとして使用されたため、本作では円錐錘型の人工物になっている。

### 『トップをねらえ! NeXT GENERATION』との関連
『トップをねらえ!』には、作品終了後に『トップをねらえ! NeXT GENERATION』という続編企画が存在し、小説などのメディアミックス展開も図られた。本来は前作ラストのカルネアデス計画（2048年）からノリコとカズミの帰還（14292年）までの空白の約1万2千年を埋める年代記となるはずであったとされているが、小説版、コミック「発掘戦艦アレクシオン編」、コミック「グレートアトラクター編」（未完）の三篇を発表したところで企画自体が途中頓挫しており、2499年までを描いたところでシリーズ全体の完結にはいたっていない。ただし本作では（細かい部分での記述や設定に矛盾は生じるものの）基本的に『NeXT GENERATION』の物語はあったものとして扱われている事が電撃ホビーマガジン掲載の公式解説記事「GNN(GAINAX NEWS NETWORKS)トップをねらえ2!大百科」で明示された。かつての地球帝国と対立していた移民による独立同盟シリウスやヱルトリウムを擁する凍結艦隊など、『NeXT GENERATION』に関連する設定も本作に登場しているが、本作の物語本筋への直接的な関与は薄い。これらは『NeXT GENERATION』で既に描かれたシリウス戦争の時代より1万年余りが経過している為、人類よりその事実がほとんど忘れ去られてしまった物であるとしている。『トップをねらえ!』の地球帝国は『NeXT GENERATION』において帰還した銀河中心殴りこみ艦隊によって解体され、ユング・フロイトを初代大統領とする銀河連邦として再編されており、それもある事件から事実上の崩壊を迎え、旧帝国時代の高度な科学技術も失われてしまっている。本作に登場する人類側の勢力はそういった複雑な状況よりさらに後の組織である為、バスターマシンなど受継がれた物も多いが、失われた技術や記録も膨大である。
『NeXT〜』で描かれたユングらを擁する凍結艦隊に関しては、彼女らの現状を示唆する様子が本編中でわずかに挿入されるものの、彼女がノリコやカズミと無事再会できたのかなど、詳細に関しては敢えて触れられていない。再び迫った人類の危機に際しても何らかの意図を持って最後まで行動を起こさなかったのか、あるいは既に何らかのトラブルで起き上がる事もできず死蔵された状態にあるのか、本編中で描かれる事はなかった。鶴巻監督自身による談話の中では「ユングは冷凍冬眠には入らず天寿を全うした」「ノリコとカズミを出迎えるのは同じ時代を過ごした人間ではなくその時代の人間であるべき」といった趣旨の言葉も残されている（少なくとも、監督個人の意向として『NeXT〜』で示唆されたユングの「その後」について懐疑的な思惑を示している）。
なお『トップ2』完結を経て、現在『NeXT GENERATION』はシリーズの補完と完結にむけての企画が再始動中である事が示されている。その最初の動きとして、2007年3月に「グレートアトラクター編」が上下巻で初の単行本化が実現した。ただし諸般の事情から未だ本編の完結部分は執筆・収録されておらず、下巻収録のインタビュー中で内容が語られるという形式をとっている。

## 結末までのあらすじ
前作から12,000年後の、遠い未来の太陽系。人類は「宇宙怪獣」と通称される存在と戦い続けており、その戦力となるのが「バスターマシン」と総称される兵器群と、「超・能力」によってそれを動かす「トップレス」と呼ばれる少年少女たちであった。そんなトップレスの中にあってバスターマシンの19番機「ディスヌフ」を駆り、撃墜王として最前線で戦うクールな少女、ラルクは、偶然顔見知りになったアンドロイドの少女、ノノから「お姉様」と慕われることになる。「ノノリリ」なる人物に憧れ、宇宙パイロットになることを目指しているノノは、小型の宇宙怪獣を生身で倒してしまうような型破りのアンドロイドだったが、バスターマシンを動かせる才能を持っているかどうかは不明であった。
冷淡にあしらわれてもラルクを慕うノノ、新型バスターマシンのパイロットの座を賭けてノノと争うことになるチコとの交流、そして宇宙怪獣と戦う日々といった出来事を交えつつ、物語の核心は土星の衛星タイタンの地下に埋まっている、異星人のバスターマシンと噂される変動重力源の正体へと移っていく。やがてチコとの競争に敗れたノノが自分のためのバスターマシンを探して冥王星へと向かうのと時を同じくして、タイタンで変動重力源の発掘が進められるが、埋まっていたのはバスターマシンではなく、人類に仇なす「本物の宇宙怪獣」であった。
ここで、長年に渡って人類側が信じ込んでいた思い違いが明らかになる。実は、今までトップレスたちが戦っていた相手は宇宙怪獣ではなく、過去の人類が本物の宇宙怪獣に対抗するために創造した無人のバスターマシン群であった。これら無人のバスターマシン群の活躍によって既に本物の宇宙怪獣は太陽系から駆逐されていたのだが、自己進化の果てに宇宙怪獣と似た姿を獲得した無人のバスターマシン群は、新世代の人類であるトップレスたちの超・能力を宇宙怪獣の反応と誤認識して攻撃していたのであり、両者は長年に渡って同士討ちを繰り返してきたのである。
本物の宇宙怪獣である変動重力源の強さは圧倒的で、かつてラルクたちと反目しつつも競い合ってきたトップレスたちも次々と戦死していく。一方、冥王星でもバスターマシンの入手に失敗したノノは、今までの自分が「バスターマシンがなければ戦えない」という思い込みに囚われ、戦えない理由を外部に求めていたことを自覚して恥じると共に、自分自身こそが過去の人類によって生み出された決戦兵器「バスターマシン7号」であったことを思い出す。ラルクの危機にワープで駆けつけたノノは、今まで宇宙怪獣と誤認されていた無人のバスターマシン群「バスター軍団」を統率しつつ変動重力源を圧倒し、生身で放ったビームによってこれを倒す。
しかし帰還したノノを待ち受けていたのは、軍人たちの腫れ物に触るような対応や、隔離され自暴自棄になったトップレスたちの嫉妬、そして最大の敵である巨大な本物の宇宙怪獣「エグゼリオ変動重力源」の脅威であった。ラルクとノノの心はすれ違いノノは人類と袂を分かつ。地球を犠牲にしてエグゼリオ変動重力源を倒そうとする人類に対し、ノノは地球を守ろうと孤軍奮闘する。最終的には製造当時の戦闘能力を取り戻したディスヌフと、トップレスとしての能力を失いつつも努力と根性に目覚めたラルクの奮起により、人類は地球を犠牲にすることなくエグゼリオ変動重力源を退ける。ラルクは無事生存するが、ノノはエグゼリオ変動重力源が持っていた特異点を処分するため、ラルクに別れを告げ人類の元を去った。
物語は、ノノが憧れ続けた12,000年前のバスターマシンのパイロット「ノノリリ」の帰還を、ラルクが待つ場面で締め括られる。

## 登場人物
プロフィールはドラマCDのジャケットより

### フラタニティ
ノノ
声 - 福井裕佳梨
【性別：女 / 年齢：17歳（外見） / 身長：172cm / 体重：49kg / 血液型：AB型 / 好物：和菓子と日本茶 / 口癖：なぜならば!】
見た目は人間そのものだが、実はナノマシンによって構成されたアンドロイドであり、その正体はバスターマシン7号。「ノノリリ」なる人物に憧れて「ノノ」と名乗っている。自称火星のマリネリス峡谷育ち。
ピンク色の髪と一際大きなアホ毛が特徴。以前の記憶が無くレストランで住み込みのアルバイトをしており、持ち前の怪力からドジばかり働いていた。
ノノリリに憧れ、宇宙パイロットになるために街へ出る。レストランに偶然やってきたラルクに一目惚れし、ラルクを「お姉さま」と呼んで慕っている（ただし、ノノの方が実際ははるかに長い年月を生きている上に、身長が高い）。
背はラルクより高いが、その言動の幼さから誰もが子供扱いし、またナイスバディにもかかわらずまったく色気がない。
体はナノマシンによって構成され、炭素系物質をエネルギー源としているが、普通の食料として摂取する必要があり、味覚センサーも存在するため腐ったものや不味いものは受け付けない。取り込んだものは体内で分解・燃焼させ熱エネルギーとし、活動と欠損部分の修復に当てている。和食党。余剰エネルギーは電力として蓄えられ、宇宙空間での活動に利用される。体温や肌の質感までも人間のそれと変わりなく、おまけに不要物質の排泄機構まで備えており、限りなく人間に近くなっている。しかもフラタニティやフラタニティ外郭団体の精密なチェックを通してもバスターマシンであることを見抜けなかったことから、その精巧さがうかがえる。
物語の中盤までは主人公のように描写されるが、実は偽主人公と位置付けられる登場人物。物語の半ばで、自分自身がバスターマシンであるという真相と、気付きにより得た信念の自己矛盾を解消できないまま主人公の座を降り、誤った自己犠牲精神に陶酔してしまったラルクを正すために敵となる。最終的には変動重力源を倒した後、ラルクに別れを告げ、特異点を持ち去り多元宇宙のいずこかへ姿を消す。その際、ラルクの手の中に折り鶴を残していった。
ラルク・メルク・マール
声 - 坂本真綾
【性別：女 / 年齢：17歳 / 血液型：A型 / 好物：ミントティー・ココア / 気になること:ニコラの心情 / 趣味：読書】
火星上空の衛星基地メガネビュラに所属する「最強のトップレス」で地球出身。ディスヌフの現パイロットで、撃墜スコアはトップ。チコやニコラには「姫」と呼ばれており、その成績から顔も広く知られておりファンも多い。物質を量子化して転送する技術に長けており、ふだんはディスヌフを呼び寄せるのに使っているが他の物体を転送して敵を攻撃したりすることも可能（第5話では雷王星の中心核を変動重力源に直撃させた）。
最初はそのように見えないものの、実は物語を通して成長を遂げる真の主人公である、という立ち位置が与えられている。
多少ぶっきらぼうな話し方をし、成績も手伝って同僚らには「優等生」と皮肉を言われることもあり、あまり友人もいない模様（実現はしなかったが、実家に友人を招いたのはノノが初めてだった）だが、心根は優しく、いざというときには人助けもする。ニコラに想いを寄せているが、その気持ちは後に裏切られることになる。
宇宙パイロットに憧れるノノに「お姉様」と慕われている。ノノによるとラルクは「ノノリリによく似ている」のだが、ラルク自身は努力とか根性などを信じないタイプ。
当初はまとわりつくノノを鬱陶しがりつつも段々親しくなり、フラタニティの寮では彼女とルームメイトとなり、やがてかけがえのない存在として見るようになった。鳥に詳しいが、元々詳しかったわけではなく、ノノがあまりにも鳥の事を聞いてくるので、自分でも気になって調べていく内に詳しくなったもの（公式コンテンツ「不適なトリビア！」より）。
エグゼリオ変動重力源出現時での戦闘により「星を動かすもの」と呼ばれ、バスターマシン7号不在下で人類を救うべき英雄になるが、このことはノノから、自己犠牲に陶酔して本当に守るべきものを見誤ったものとして受け取られてしまう。最終決戦ではドゥーズミーユに搭乗して出撃するが、作戦を妨害するダイバスターを引き剥がそうとする最中に「あがり」を迎えてしまう。変動重力源の攻撃で苦しむダイバスター（ノノ）の声を感じ取ったのか、動かなくなったディスヌフの人工頭脳内にある「真の操縦席」に移動し、真・ディスヌフ=バスターマシン19号を復活させた（この時操縦席には、地球帝国宇宙軍のマークの入った体操服入れがあり中には前作キャラが身に付けていた衣装とデザインの少し違う後期のものが入っていた、ラルクは操縦席でそれに着替え最終決戦に臨んでいる）。ダイバスターを放棄して再び出現した7号とともに変動重力源を撃破、ついでにブラックホール・エグゼリオまで破壊してしまう。
10年後、野生生物の調査を行なう学者となり、ヤンバルクイナの現地調査に当たっていた。七夕の夜、その場所で伝説の女の子・ノノリリの帰還に立ち会うことになる。
名前の由来は、フランス語の虹を意味するラルク・アン・シエル。
チコ・サイエンス
声 - 沢城みゆき
【性別：女 / 年齢：13歳 / 血液型：O型 / 好物：アイスキャンディー / 宝物：初恋の思い出ピアス / 趣味：良い香りがするもの（香水やポプリ、石けんなど）を集める事】
幼いながらも撃墜数2位の新鋭で次期エースと目されている。ラルクをライバル視しており、スコアで勝つことを至上の目標としている。
性格的にはまだまだ子供でワガママだが、意外に見るところは見ている。トップレスの中で唯一、カシオを泣かせながらも仲がいい（この擬似兄妹的なつながりは、時々重要な役割を持つ）。
小さい頃に好きだった男の子を病気で亡くしており、その時に何もできなかった自分を責めると同時にトップレスの能力について疑問を抱いている。
だが、ある戦闘をきっかけにそれを克服し、トップレス達のムードメーカー的存在になる。バスターマシンはソワサンシス。その後大破したことを期にキャトフヴァンディスに乗り換える。
10年後、プロの宇宙パイロットとなり、外交団の護衛でシリウスまで行くところだった。この場面ではノノがトラントロワを求めて訪れたときとは違い、カロン宇宙港には人があふれ、窓の外では多数の宇宙船が飛び交っている。このシーンは人類がワープ技術を取り戻し、再び太陽系外に進出を始めたことを物語っている。
名前の由来は天文学者であるティコ・ブラーエと、ブラジルのミュージシャンであるシコ・サイエンス。
カシオ・タカシロウ
声 - 山崎たくみ
【性別：男 / 年齢：38歳 / 血液型：A型 / 好物：缶チューハイ / 趣味：プラモデル作り・カメラ】
元トップレスでディスヌフの前パイロット。今は作戦の指示やトップレス達のケア、世話役をしている。一応肩書きだけは「コーチ」だが、トップレスたちからはかなり軽んじられている（なぜかチコとだけはわりと親しい）。
現在の風貌からは想像できないほど優秀なトップレスだったが、「あがり」を恐れるあまり、能力があるうちに自ら虚偽のあがりの申請してわずか2年半でトップレスをやめた。しかし3年連続でトップスコアをたたき出し、しかも最後の1年間はたった半年でトップスコアを獲得しており、過激な戦闘スタイルとあいまって現役時代に暴れ馬と呼ばれる伝説を生み出すほどの存在になっていた。
第4話で双子を探ろうとしたため辺境の分室に飛ばされ、チコから連絡を受けて「古い戦友」であるトラントロワの元へノノを送る。しかしその真意は、自分がトラントロワを動かすことで、一度は逃げたトップレスに返り咲くことだった。しかし、トラントロワはすでに白骨化し、当然ながらカシオのトップレスとしての力も失われていた。
力が失われていたことを認めた後、バスターマシン整備公社の一整備員として再就職した。
また、彼はなぜかディスヌフの秘密（人工知能内部にバスターマシン19号本来のコックピットが搭載されていること、縮退炉を使えば19号本来の力を取り戻せること）を知っていた。
名前の由来は日本の時計メーカーであるカシオ計算機。
ニコラス・バセロン
声 - 岩田光央
【性別：男 / 年齢：18歳 / 血液型=B型 / 好物：甘い缶コーヒー / 趣味：超合金フィギュア収集】
通称「ニコラ」。双子と並んでトップレス達のリーダー的存在。一見飄々としているが、内心では成長と共にトップレスの能力がなくなる「あがり」を極端に恐れており、戦闘では能力を消費しすぎないよう極力他人を利用する戦い方をする。「あがり」を抑える秘密を知っている双子（サーペンタイン姉妹）の言いなりとなっている。また「あがりの噂」を信じ、ラルクとキス以上の行為に及ぼうとはしないが、興味はあるようでセクサロイドで自慰を行なっている様子。バスターマシンはヴァンセット。
タイタン変動重力源との戦いで、トップレスが人類にとって危険な存在であったことが発覚してからは、所属組織にトップレスは病気の一種であると自身の存在を否定され、情報を聞き出す前に双子に死なれたことによりトップレス能力の延命も不可能となってしまう。そんな彼にもとうとう「あがり」が訪れて、自暴自棄となる。今まで大人にならない為に抑えてきた性欲を、彼女のように扱っていたラルクではなく、より完璧なトップレス能力を持つノノにぶつけようとして逮捕される結末となってしまった。服役後は宇宙軍に所属、かつては見下していたハトリ大佐の部下として研修兵となり、タバコまで喫っている。
名前の由来は、スイスの時計メーカーであるヴァシュロン・コンスタンタン。
サーペンタイン姉妹
声 - 小林沙苗（姉）、松岡由貴（妹）
【性別:女 / 年齢：自称18歳 / 血液型：B型 / 好物：タイタン蟹 / 備考：秘密サークル「蛇の池」メンバー】
姉のピアジェと妹のルクルトの双子姉妹。トップレス全体の指導者的存在であり、一目置かれている。「2人で1人」の存在であり、2人が一緒であることによりトップレスの能力を発揮できる。双子座。
軍人や政治家に跨る「秘密サークル」を主宰し、怪しい活動を繰り広げている。ニコラ、トランシスの前パイロットもサークルメンバー。その目的はフラタニティ、果てには銀河政府を牛耳る事とも。
基本的には「2人がいつまでも一緒にいるため」に「永遠に続くトップレス」の追求を目的としている。双子の乗機である「カランドゥ」は本来封印された40番台の機体であり、それを与えられている事自体双子の権力のほどをうかがわせる。
しかし、彼女らの実年齢は本来なら「あがり」を迎えているはずの20歳をとっくに超えている。あがりを迎えていないのは、彼女らが好んで「タイタンガニ」（実はタイタン変動重力源の肉そのもの）を食していたためであり、それ以外にも生体実験に近いことを繰り返してきた為らしい。全身を覆うスーツや厚化粧で外見の変化は隠しているものの、生身の体は実験の結果として凄まじい状態になっているという。実年齢については禁句で、これに触れたカシオは辺境の分室勤務に飛ばされた。
タイタン変動重力源を数万年生きたトップレスだと解釈しており、蘇生させて味方の戦力にしようと試みたが失敗。拒絶された上、返答代わりのエネルギー弾の直撃によって機体ごと爆死する。
名前の由来は、スイスの時計メーカーであるピアジェとジャガー・ルクルト。
ルウ・スン
声 - 甲斐田裕子
【性別：女 / 年齢：18歳 / 血液型：A型 / 趣味：着せ替え人形・イラスト（他人には秘密） / 最近ハマッているもの：ゲーセンのぬいぐるみ集め】
中国系。アステロイド西方星区マグノリア基地区所属の、バスターマシン「カトルヴァンヌ」のパイロット。投げ簪（かんざし）の名人で意外に人形好き。双子の姉がおり、多少だが予知能力も持つ。
名前の「スン」は中国語でアスパラガスのこと。
ニャーン・ヌォク・チャム声 - 本名陽子
【性別：女 / 年齢：15歳 / 血液型：B型 / 趣味：漫画 / 最近ハマッているもの：ディベート】
ベトナム系。眼鏡をかけた黒髪長髪の女性。金星ダーリング基地所属の、バスターマシン「トランシス」のパイロット。大学に飛び級で入学、院に上がり評価の高い論文を上梓していた秀才。先代の「トランシス」のパイロットを過剰に意識しており、トップを狙っていた。ラルクが首位なのはノノが宇宙怪獣を呼び寄せるからだとノノに冷たい言葉を浴びせる。グルカと「治療」の約束をするも、タイタン変動重力源との戦闘時の攻撃によって戦死する。
名前の「ニャーン」はベトナム語で竜眼のこと。
シトロン・リモーネ
声 - 小林ゆう
【性別：女 / 年齢：O型 / 血液型：18歳 / 趣味：ツーリング・ヘビメタ / 最近ハマッているもの：献血】
フランス系。ダーリング基地所属のバスターマシン「ソワサント」のパイロット。赤髪の元不良でヘビメタ好き。ラルクとは研修生時代、夏季訓練キャンプで同期生となる。当時、ディスヌフのパイロットになりたかったようで、その最有力候補であったラルクをライバル視していた。ラルクの言動を「優等生」と評し、本音を隠していることを見抜いていた。
名前の「シトロン」はフランス語、「リモーネ」はイタリア語で、それぞれレモンのこと。
ゴウヤ・レイシ
声 - 佐々木望
【性別：男 / 年齢：18歳 / 血液型：A型 / 好物：コーラ / 好きな言葉：天上天下唯我独尊】
日系。眼鏡をかけた黒髪の青年。ダーリング基地に所属する、バスターマシン「ヴァンドゥ」のパイロット。真面目過ぎるのが玉にキズだと言われているが、実はむっつりスケベで、ベッドの下に「プレイボーイ」を隠しているなど不真面目なところもある。
名前の「ゴウヤ」は沖縄方言、「レイシ」は日本語で、それぞれニガウリのこと。
グルカ・ククシス
声 - 小林希唯
【性別：男 / 年齢：14歳 / 血液型：B型 / 好物：チョコレートケーキ / 最近の趣味：エッチなこと・最新ゲームソフト】
インド系。皮肉屋。女性的な容姿だが男性。ダーリング基地所属のバスターマシン「カトルヴァンセ」のパイロット。バスターマシンパイロットの中でも年少クラスであり、それ故に性格も幼い。それが災いしてニャーンが撃墜された後、激昂して暴走。タイタン変動重力源に土星の衛星・ハイペリオンをぶつける「バスター岩石落とし」をかけようとするが、果たせないまま死亡している。任務完了後にニャーンと「治療」の約束をしていた。
名前の「グルカ」はスウェーデン語できゅうりのこと。
パシカ・ペシカ・ペルシクム
声 - 伊藤静
【性別：女 / 年齢：17歳 / 血液型：O型 / 好物：エッグタルト / 趣味：エステ・長風呂・長電話】
イタリア系。金髪の女性。アステロイド東方星区ミイメイ基地所属の、バスターマシン「ソワンテアン」のパイロット。普段はお気楽なお嬢様。激昂して暴走するグルカを制止しようとしたが、巻き添えを食らってしまい、そのまま戦死した。
名前の「ペスカ」はイタリア語、ペルシクムはラテン語で、それぞれモモのこと。
カトフェル・パタタ
声 - 園部好德
【性別：男 / 年齢：18歳 / 血液型：A型 / 好物：肉類全般・ポテト / 趣味：映画鑑賞・マンガ】
スペイン系。ミイメイ基地所属のバスターマシン「サンカンサンク」のパイロット。ガキ大将タイプの性格だが、本人はそのことを気にしている。また肥満体にもかかわらず、スポーツ万能。またロイとは仲が良い。
名前の「カトフェル」はドイツ語で、「パタタ」はスペイン語でじゃがいものこと。
ロイ・アニャン
声 - 陶山章央
【性別：男 / 年齢：16歳 / 血液型：B型 / 趣味：鉄道模型のレイアウト / 得意技：お金で全て解決】
韓国系。ツリ目でおかっぱ風の髪型をした少年。ミイメイ基地所属のバスターマシン「サンカント」のパイロット。カトフェルの太鼓持ちと見られているが、実際は普通に仲が良い。カトフェルやゴウヤは彼の死を嘆いていた。財閥の御曹司なため非常に裕福で、「サンカント」も実は親に買ってもらった（「一番大きいのがいい」が理由）。
タイタン変動重力源の攻撃によってサンカントごと轟沈させられており、残骸はタイタンに突き刺さっている。
名前の「アニャン」はフランス語でタマネギのこと。
ヴィータ・ノヴァ、ワシーリ・イワノビチ
声 - 生天目仁美（ヴィータ）、近藤隆（ワシーリ）
2人とも公募のキャラクターコンテストで大賞に選ばれたキャラクター。第6話の乱戦シーンにそれぞれ1シーンずつのみ登場。ヴィータのバスターマシン「トランサン」、ワシーリの「ソワサンドゥ」もやはり公募デザイン。
他の入選キャラクターも第6話の記念撮影シーンにモブとして登場した。

### 軍人
ハトリ声 - 梅津秀行
宇宙軍主計大佐。角の付いた帽子がトレードマーク。第2話で火星軍の「最新の宇宙艦隊」の旗艦ララァシャンに搭乗し、「怪獣捜査官」（ラルク）に対する査察を担当。直後に出現したビーストロン級宇宙怪獣と半ばラルクへの意地で交戦するが第2世代レベルの巡洋艦隊が宇宙怪獣に敵うわけがなく、一蹴される。
元トップレスだが、引退後にフラタニティに就職できるほど優秀ではなかったらしく、現トップレス達を嫌悪しているように見える（内心はもっと複雑なものがあるようだ）。変動重力源との最終決戦では、一度は馬鹿にされたニコラスの上官をしている。
名前の由来は服部時計店（現セイコーホールディングス）から。
ドラソー提督声 - 川久保潔
宇宙軍第3軍の提督。老齢。旗艦カラコルム以下の艦隊を率いて、ノノ、ラルクと共に変動重力源が封じられたブラックホール・エグゼリオへ向かうが、圧倒的戦力差に苦戦。変動重力源がエグゼリオから抜け出したあおりを受けただけで第3軍はあっさり壊滅、彼自身も艦を失い脱出するハメとなった。
バスター軍団を従えるノノに希望を見出すが、ほとんど崇拝のまなざしで見ていたらしく、彼女と能力に頼りきりな戦術であった。一方、他のトップレスやラルクのことは眼中に入りすらしなかった。
ニーゴ主席参謀声 - 東地宏樹
白を基調としたアンドロイドで、同型の参謀が宇宙軍で多数使用されている。特に最前線で戦う第3軍では、その判断の正確さと合理性ゆえに積極的に起用されているという。一方で、第1軍や第2軍の指揮官は古典的な者が多く、アンドロイド参謀を最終決定権者の助言者とすることに抵抗を感じているようだ。
人間の人格も備えているらしく、7号とバスター軍団の活躍を目の当たりにするラルクに対し、力の差を思い知らさせるような嫌味を言う。
ザハ宇宙軍艦隊司令長官声 - 高島雅羅
宇宙軍艦隊のトップで女性。第2軍旗艦バジーレに搭乗する。フラタニティメンバーと同年代の娘がいるらしい。特攻するつもりのラルクにドゥーズミーユが軍の備品であるから無事に帰還するよう命じると共に「パイロットも含めてだ」と優しさを見せる。なお、エグゼリオ変動重力源との戦いで旗艦のブリッジまでもが損傷し、彼女自身も負傷。
参謀
ニーゴと同型のアンドロイド参謀で、第2軍所属。ザハを補佐する。ドゥーズミーユが変動重力源との衝突軌道に乗った際、「最大の変動重力源といえども、亜光速での地球質量の激突には耐えられません。我々の勝ちです」と述べるが、ザハは不満な様子だった。人格まで実現した完璧なアンドロイドも、母星を捨てることに対する人類としての抵抗感までは理解できなかったことを示す一幕といえる。
隊長声 - 大林隆之介
第1話でレストランを訪れる3人の宇宙軍地上部隊員の隊長。かつてはノノ同様宇宙パイロットを目指していたが、最低15年の採用試験と過酷な訓練についていけず、夢を諦めた過去を持つ。本作の「子供の頃の夢を諦めて、普通の大人になった（それでも自分の仕事はきっちりこなす）キャラクター」の代表。
部下A声 - 家中宏
第1話でレストランを訪れる3人の宇宙軍地上部隊員の一人。ノノをマシーン兵器で文字通り「オモチャにして弄んでいた」ためにラルクの怒りを買い、トップレス能力で半実体化したディスヌフに（店ごと）吹き飛ばされた。
宇宙怪獣（ツインテール級）と対峙した時は、自機が中破してもなお果敢に機関銃で応戦するが、あっさりマシンを破壊される。
部下B声 - 石母田史朗
同上。ノノに手は出さなかったが、部下Aを止めもしなかった。一番若いが一番何もしない、一番諦めてしまっている「大人」のキャラクター。

### その他の登場人物
ノノリリ
かつて人類を滅亡の危機から救った英雄。ノノの憧れであり、目標とする人物。ノノは会ったことはない。本編でははっきりとは語られなかったが、1万2000年後（西暦換算14292年7月6日）の地球に帰還した、バスターマシン1号の操縦者、「あの人」である。7号は発見時は記憶が混乱していたため、ノノリリという言葉しか覚えていなかった。また、彗星で発見された際に「ノ…ノ…リ…リ……コ」と呟いている。
店長声 - 小山茉美
第1話でノノを住み込みバイトで雇っていたレストランの女性店長。
リンゴを、皿を、業務用冷蔵庫まで割ってしまうノノをクビにもせずに面倒を見てくれている。さらにラルクには店を壊され、ノノを迎えに行った先でディスヌフと宇宙怪獣の戦闘の巻き添えを喰らい車を壊されて負傷するなど、災難続きの苦労人。
夢を語るノノに、度々現実を見るように促す現実主義者。公式HPの小説によると昔は歌手を目指していたが、諦めて現在の職に就いた過去を持つという。
師匠声 - 堀勝之祐
とうに定年を過ぎた老科学者。人懐っこすぎる愛犬と暮らしており、雪深い田舎マリネリス渓谷で、ノノの面倒を見ていた老人。1000年振りに太陽に接近したという彗星を探査に赴いた際にノノを発見した。第6話でラルクがノノの実家に訪れた際は彼女を暖かく出迎え、ノノを助けてやってくれと頼んだ。

## バスターマシン
対宇宙怪獣戦闘用に人類が建造した決戦兵器。超・能力に秀でた少年少女（トップレス）が操縦者兼動力源として搭乗する。トップレスは成長すると「あがり」と呼ばれる能力喪失を迎えるため、繰り返し新たなトップレスを操縦者に迎えながら非常に長い時間受け継がれてきた。人工知能が搭載されており、戦闘経験値はパイロットが代わっても引き継がれる。物語時点で太陽系に31機しか配備されておらず、新造も極めて低調。完成したとしても半数は目覚めずに廃棄されるらしい。

## 宇宙怪獣
宇宙怪獣（バスター軍団）
第4話までトップレス達が相手をしていたのは本物の宇宙怪獣ではなく、無人バスターマシンである。第1話に登場した宇宙怪獣と呼ばれていたもの（斥候偵察型）が放っていたのも、バスタービームである。長い時を経て効率的に進化した結果、皮肉にも宇宙怪獣に似た形状となり、さらに人類もバスター軍団のことを忘れてしまっていたため、バスター軍団を宇宙怪獣と誤認してしまうことになった。同じく、バスター軍団も人類の中に現れたトップレスを変動重力源と同じ脅威と感じ取ったことから、長い間無意味な戦いを行なうことになった。それらが判明した後も、作中では便宜上バスター軍団のことは「宇宙怪獣」と呼んでいる。
変動重力源
第4話にて登場する本物の宇宙怪獣。タイタン変動重力源が一体目であり、これは前作第4話に登場した巡洋艦怪獣ギドドンガスと同型である。第5話に出現した宇宙怪獣はブラックホールエグゼリオを取り込んで12000kmを超えるサイズとなっており、最終話では20000kmを超える大きさとなっている。最終話にてそのエグゼリオ変動重力源が率いた多数の宇宙怪獣、「兵隊」が確認されている。
人類を襲う理由は、前作では人類という“バクテリア”を排除するための銀河系の免疫機能のようなものと説明されていた（第4話での科学者の解説による）。
設定上、ワープ時に開く「タンホイザーゲート」の重力心に向かってひたすら進む習性を持っているらしい。このため、前作の後の世界では縮退炉の技術が宇宙怪獣を引き寄せるものとして封印され、人類の側で存在するワープ技術は7号が生成するものとバスター軍団、凍結艦隊が装備しているものだけとなってしまった（実際に運用されているのは7号とバスター軍団のみ）。
OVA4巻付録の脚本家・榎戸洋司へのインタビューによると、「他所の星のトップレスがあがりを迎えなかった姿が宇宙怪獣なのではないか、と言う解釈を試みた」と言及されている。
ちなみに、エグゼリオ変動重力源が取り込んだ太陽系新11番惑星ブラックホールエグゼリオは前作で太陽系絶対防衛線作戦時に消失しブラックホール化した戦艦ヱクセリヲンであり、「エグゼリオ」という呼び名は長い時間の経過で「ヱクセリヲン」が訛ったものであるとされる。
本来ならこちらが宇宙怪獣であるが、作中では便宜上「変動重力源」と呼ばれる。

## フラタニティ
元来は様々な社会的機能を発揮した連帯組織のこと。また現代では北米において、大学・大学院の男子学生社交団体を指す（詳しくは「フラタニティ」「フラタニティとソロリティ」を参照）。機関名としてのフラタニティは、同じ鶴巻和哉監督作品である『フリクリ』にもみられる（なお『フリクリ』でもエキゾチックマニューバと似たシステムがある）。本編では命令系統や成立も含め多くが語られなかったが、トップレスとバスターマシンを擁し、宇宙怪獣と戦う機関として描かれている。

### トップレス
トップレスとは独自の超・能力（トップレス能力）を持つ者のこと（上半身裸の意味ではない）。名称は能力を使っている間は頭の中が空洞になることに由来する。多数存在するが、フラタニティに呼ばれるほどの才能の持ち主は、一億人に一人の割合しか存在しない。バスターマシンの動力源もトップレス能力（エキゾチックマニューバ）による。
能力を発揮しているときは頭が発光（作中では「フレクシン発光」と呼ばれている）し、普段は能力を押さえるための「ピース」と呼ばれるシール状のものを額に貼っており、必要な時にはがす。
能力
各々の能力者によって、得意な能力の種類があるらしい。例えば、ラルクの場合は物質転送、ニコラは物質や電脳に対する遠距離操作、チコはテレパシーが得意なようだ。
トップレスに関する研究
作中の時代は、トップレス能力者が出現してから数千年経っており、能力に対する研究もかなり進んでいるとされている。研究の成果として投薬や外科治療による能力の喪失も可能になっているが、この治療法が広く行われていないことから、心身に害を及ぼす危険の高い手術であることがうかがわれる。
あがり
ある一定の年齢に達すると微熱が続くようになり、それを合図にこの能力は失われる。これが「あがり」と呼ばれる。トップレス能力の喪失は脚本家の榎戸によると「幼児期特有の万能感が失われること」と言う表現で示される（また榎戸によると企画当初は監督の鶴巻から「20歳を過ぎるとバスターマシンを動かせなくなる」と言うプロットが提示されていた）。現在トップレスのコーチを行っているカシオも元々は伝説になるほどのトップレスであり、ディスヌフのパイロットとして活躍していた。
「あがり」を迎え、現実と向き合うようになれることが真の意味で大人になることであるという風に理解されている。ニコラの場合、後記の事件を経て艦隊勤務となった後は、これまでの少年のような表情から一転して、冷静な大人の表情になっており、口調も格段に大人びたものに変わっている。
他のトップレス能力者の肉を食べることで能力を維持できると考えられている。サーペンタイン姉妹が変動重力源の肉を食べていたのはこのためである。彼女らは「秘密サークル」の目的である「永遠のトップレス」を得るために様々な実験の被験者になっており、実験の成果か、この姉妹は通常よりもかなり長く能力を維持している。その実年齢は極秘で、真相に触れた者はカシオのように左遷させられるか、下手をすると抹殺される。
第5話において、ニコラがトップレス能力を失わないようにするために（正確には復活させるために）ノノを強姦しようとした。これはニコラがバスターマシンであるノノを「永遠のトップレス」であると解釈したことによる。しかし性行為によりトップレス能力を維持できるかどうかはともかく、ノノは科学の力で建造された純粋なロボットであるから、無駄な努力といえる。
宇宙怪獣との関係
本編で明らかになったのは、前作から登場する宇宙怪獣（変動重力源）もトップレスと類似する能力を有していることである。ただ、人間のトップレス能力者とはその威力において大きく違う。宇宙怪獣の場合はこの能力を用いることで宇宙服なしで生物のまま宇宙空間を亜光速で航行でき、また縮退炉なしでワープし、亜空間においてもレーダーなしでお互いや敵の位置を知ることができ、更にはエネルギー弾として使用できるなど人間のトップレス能力者とは一線を画している。そして何よりも大きな違いは、宇宙怪獣は「あがり」を迎えないということである。その意味で、進化の最終形態は宇宙怪獣ということになる。
最終話でも枢密参謀たちの補佐役を務めるアンドロイドが、人類そのものが変動重力源（宇宙怪獣）に進化する可能性を指摘しており、トップレスがその第一歩だと窺われる。この点について、劇場版では台詞が変更されており、アンドロイドはトップレスが人類の新たな敵になる可能性を示唆した。これに対して枢密参謀たちは、「異星の怪獣」（変動重力源）と戦うよりもはるかに人間らしい戦いになるだろう、として変動重力源の撃退を優先させている。このため、エグゼリオ変動重力源撃破の後も、トップレス能力を排除する人類の方針には変化がなかったものと推測される。
シリウス文明との関係
シリウス文明においてトップレスと同様に人間の意思力にて独自の超・能力（理力）を発揮し、戦闘兵器を構築し、宇宙怪獣と同様に自らの超・能力にてビームなどの攻撃やワープを行う描写が用いられているが、トップレス能力との関連性については不明。タイタン変動重力源の調査の際にシリウス文明のトップレスではないかとわずかに発言があるだけである。しかし、理力を使用するための理論が確立しているため、トップレス能力とは別の科学が発達した末の人間の進化とも言える。ちなみにシリウス文明の理力には「あがり」はなく、かなりの高齢者でもその力を維持している。

## 宇宙軍
総兵力は90万人とされる。一見少ないようだが、これで十分だと説明されている。太陽系内部に敵はいない上、太陽系外部に出ることもできないからである。宇宙軍の兵力では宇宙怪獣に太刀打ちできないことからフラタニティが戦闘の中心になっており、実際の宇宙軍は張り子の虎に等しい状況になっている。結局のところ、実際にはフラタニティのために弾薬補給や援護を行うだけの任務になってしまっており、宇宙軍の軍人たちはこの現状をかなり不満に思っているらしく、フラタニティやトップレスは幹部たちからもあまりよく思われていない。7号の出現後、トップレス能力が忌むべきものとされフラタニティの活動が停止することになったため、対変動重力源の任務は基本的に宇宙軍のものとなった。最終決戦においてはフラタニティとは一応、連携してともに陽動作戦にあたった。その後は縮退炉技術を取り戻したことで変動重力源への対抗が可能となった。
編成
太陽系各地に第1軍から第15軍を配備している（第6、第11は欠番）。このうち第1軍から第3軍は重要とされ、第1軍が地球、第2軍が月、第3軍が神無月星に配備されている。地球は母星、月は首都凍京があり、神無月星は宇宙怪獣と対峙する最前線である。またこれらの艦隊には最大級の戦艦であるモンクレール級が配備されている。なお、第2軍と第3軍は変動重力源との戦闘で大損害を受けた。
トリトンレーダーサイトなどが最前線に配備され、宇宙怪獣の侵攻や動向を監視している。
艦艇
保有する艦艇の総数は776隻。かつてのヱクセリヲンなどとは異なり、船体は基本的に涙滴型。主力の装備は多数のレーザー砲であるが、光子魚雷なども装備している。
マダガスカル級重戦艦
全長600メートル級。宇宙軍の主力戦艦で、第3軍には20隻が配備されている。
ララ級高速巡洋艦
全長300メートル級。最新鋭艦で、複数艦で集中砲火を浴びせればザザゴラス級宇宙怪獣数匹を撃破可能な能力を有している。第3軍には50隻が所属。なお、戦艦であるとする文献も存在する。
モンクレール級宙域制圧戦艦
全長7020メートル。第1〜3軍の旗艦として配備されている大型戦艦。攻防速ともに当時の艦艇の中では最高クラスだが建造費が極めて高く、設計開始から70年・配備開始から35年間が経過した時点で、就役したのは「モンクレール」「バジーレ」「カラコルム」の三隻のみ（作中にはカラコルムとバジーレが登場する）。通常のレーザー砲などの他に、対宇宙怪獣用の必殺兵器として艦首に二一二式エーテル磁界展開型大型荷電粒子砲「グラビドロン砲」（開発コードGV-III）を有するが、次弾発射までのタイムラグが大きく有効な武装ではない。
哨戒艇
各方面に配備されている小型艇。各艇にはギリシア文字と英数字からなる番号名が与えられている。
マシーン兵器EVO-3
マーシャンズSANN社製のマシーン兵器。汎用性の高い小型兵器でかなりの数を配備している。スラスター等を追加し宇宙空間でも活動できるEVO-4も存在するが、もちろん宇宙怪獣に太刀打ちできるものではないので、主な用途は補給活動、防御網の構築、偵察、救助活動などの雑務である。また地上にも配備されており、パトロールなどに使用されている。
宇宙怪獣と戦うという宇宙軍の任務を考えると頼りない存在だが、上のような活動における性能は極めて高い上、対人という点では相当に強力な兵器となる。
フラタニティ候補のトップレスは最初に地上で研修を受けることになるが、ここでマシーン兵器を使った操縦技術等の訓練を受ける。その際、努力と根性の名の下、鉄下駄をはいたマシーン兵器で訓練を行う（小説版）。
武器は機関砲が常備されているが、他の種類の武器も装備できる模様。
兵器
上にも述べたように、主力はレーザー砲。光線の色は旧帝国時代の赤ではなく青。縮退炉をもつ宇宙怪獣に攻撃が通用しない。
他には魚雷も装備しているが、これも光子魚雷ではなく、るくしおん艦隊に装備されていたようなものと同じ宇宙魚雷だと考えられる。
最大級のモンクレール級戦艦にはグラビトロン砲が装備されている。これはエーテル磁界システムを用いて荷電粒子を加速し発射する電子兵器だと説明されているが、作中では「重力主砲戦用意」の号令がかかっている描写があることから、重力兵器だとの説もある。電子兵器だとする説明によると、モンクレール級に搭載された3基のエーテルエンジンの出力を使って艦首から発射するようである。宇宙怪獣に対抗するための切り札としてつくられたようだが、本来は航行に使うエンジンを利用する兵器であることから射撃後エンジンの出力が落ちて艦が動かなくなるという致命的な欠点があるため、象徴的な兵器になってしまっている。
旧科学の喪失と新技術の開発
縮退炉の封印以降、人類は旧帝国時代の技術を失っていった。これにより亜光速での航行を可能とする対消滅機関やエーテル流体力学を応用した船体の設計などの技術も失われてしまい、第二世代レベルにまで技術後退した現宇宙軍の艦艇は基本的に流線型ではない。最新鋭のララ級も、エーテルの抵抗の大きそうな構造をしている。
亜光速航行を可能にする新技術としてエーテルエンジンが開発されている。これは密閉して回転させると安定して回転を続けそれにより強力な磁場を発生させるというエーテルの特質が発見され、これを宇宙船の動力源として応用したものである。これにより、核融合炉によりエーテルに回転を与えれば旧科学の対消滅エンジンに匹敵する出力を得ることが可能になった。
本編以降
本編の後、数千年ぶりにシリウスへ外交使節団が派遣されており、チコがその護衛として同行している。

## スタッフ
- 原作・アニメーション制作 - GAINAX
- 企画 - 山賀博之、渡辺繁、佐々木史朗、井上伸一郎
- 原案・監督 - 鶴巻和哉
- 監修 - 庵野秀明
- 脚本 - 榎戸洋司
- キャラクターデザイン - 貞本義行
- バスターマシンデザイン - いづなよしつね
- フューチャービジュアル - okama
- メカニックデザイン - 石垣純哉、コヤマシゲト、撫荒武吉
- 美術監督 - 加藤朋則（第1-3話）、加藤浩（第4-6話）（美峰）
- 美術監修 - 竹田悠介（第1-3話）（美峰）
- 色彩設計 - 高星晴美
- デジタルディレクター - 増尾昭一
- 撮影監督 - 田沢次郎（T2スタジオ）
- 3D監督 - 那須信司（T2スタジオ）
- 3Dモデリング - ヴューワークス
- 編集 - 肥田文（ゴンゾ）
- 音楽 - 田中公平
- 音響監督 - なかのとおる
- 効果 - 野口透（アニメサウンド）
- 音楽制作 - ビクターエンタテインメント
- 音楽制作協力 - イマジン
- プロデューサー - 武田康廣、国崎久徳、佐々木史朗、安田猛
- アニメーションプロデューサー - 佐藤裕紀
- 企画・製作 - TOP2委員会（GAINAX・バンダイビジュアル・ビクターエンタテインメント・角川書店）

## 主題歌
オープニング「Groovin' Magic」
作詞・作曲 - 伊藤利恵子 / 編曲 - ROUND TABLE&桜井康史 / ストリングス編曲 - 宮川弾 / 歌・演奏 - ROUND TABLE featuring Nino
エンディング「星屑涙」
作詞 - ACKO / 作・編曲 - 永井ルイ / 歌 - ACKO

## 各話タイトル
| 話数 | サブタイトル                 | 絵コンテ                            | 演出     | 作画監督                                                | DVD発売日      |
| ---- | ---------------------------- | ----------------------------------- | -------- | ------------------------------------------------------- | -------------- |
| 1    | お姉さまと呼ばせてください!  | 樋口真嗣                            | 大塚雅彦 | 貞本義行、柴田由香（キャラクター） すしお（メカニック） | 2004年11月26日 |
| 2    | お姉さまなんかになりたくない | 幾原邦彦                            | 中山勝一 | 錦織敦史（キャラクター） 久保田誓（メカニック）         | 2005年2月24日  |
| 3    | トップレスなんか大嫌い       | 平松禎史                            | 平松禎史 | 林明美（キャラクター） 阿蒜晃士（メカニック）           | 2005年6月24日  |
| 4    | 復活!! 伝説のバスターマシン! | 庵野秀明                            | 大塚雅彦 | 柴田由香（キャラクター） 今石洋之（メカニック）         | 2005年10月28日 |
| 5    | 星を動かすもの               | 摩砂雪                              | 錦織敦史 | 錦織敦史（キャラクター） すしお（メカニック）           | 2006年3月24日  |
| 6    | あなたの人生の物語           | 庵野秀明、平松禎史 すしお、鶴巻和哉 | 鶴巻和哉 | 柴田由香 すしお                                         | 2006年8月25日  |

## 放送
| 放送日時                             | 放送局     | 分類             | 特記事項                          |
| ------------------------------------ | ---------- | ---------------- | --------------------------------- |
| 2007年12月22日 0:00 - 1:00           | BSイレブン | OVA第1話/第2話   | ハイビジョン放送                  |
| 2007年12月22日 23:00 - 12月23日 1:00 | BSイレブン | OVA第3話 - 第6話 | ハイビジョン放送                  |
| 2008年1月20日 21:00 - 22:36          | BShi       | 劇場版           | ハイビジョン放送                  |
| 2008年3月20日 0:55 - 2:31            | BS2        | 劇場版           | 通常画質放送（レターボックス）    |
| 2011年11月12日 0:00 - 3:00           | WOWOW      | OVA第1話 - 第6話 | ハイビジョン＆5.1chサラウンド放送 |
| 2011年11月24日 2:15 - 4:00           | WOWOW      | 劇場版           | ハイビジョン放送                  |

## 科学講座
トップをねらえ2!科学講座
映像特典のミニコーナー。
- 監督・絵コンテ・演出・撮影 - 赤松康裕
- 監修 - 鶴巻和哉
- 脚本 - 榎戸洋司、鶴巻和哉
- キャラクターデザイン - 木野下澄江
- 作画監督 - 清丸悟
- 音響監督 - 浦狩裕樹
- アニメーション制作 - ガイナックス
- 製作 - TOP2委員会（バンダイビジュアル、ガイナックス、フライングドッグ、角川書店）
- 挿入歌「科学講座のうた2」

作曲 - 田中公平 / 編曲 - 丸尾稔 / 歌 - ラルク（坂本真綾）&ノノ（福井裕佳梨）
- 声の出演 - 福井裕佳梨、坂本真綾、ツルマキカズヤ

| 話数  | サブタイトル                 |
| ----- | ---------------------------- |
| 第1回 | トップレスについて           |
| 第2回 | バスターマシンの歴史について |
| 第3回 | 宇宙検閲官仮説について       |

トップをねらえ2!科学講座 特別編
公式サイトで配信されたコラムコーナー。解説は堺三保。
- 第1回 ブラックホールの基礎知識
- 第2回 ブラックホールの利用法
- 第3回 悪のブラックホールあれこれ

トップをねらえ2!大百科
電撃ホビーマガジン2005年3月号から2006年7月号まで掲載された作品紹介コーナー。バンダイナムコフィルムワークス『V-STORAGE』サイトで再掲載されている。
- 第1回「バスターマシン・ディスヌフの秘密」
- 第2回「トップレスの謎」
- 第3回「バスターマシンの秘密①」
- 第4回「バスターマシンの秘密②」
- 第5回「フラタニティ」
- 第6回「太陽系の姿」
- 第7回「新たなトップレスたち」
- 第8回「宇宙怪獣」
- 第9回「第二次カイパーベルト会戦」
- 第10回「秘密サークル＆サーペンタインの双子」
- 第11回「明かされた真実」
- 第12回「バスターマシン７号」
- 第13回「帝国宇宙軍＆マシン兵器」
- 第14回「トップレスとバスターマシン」
- 第15回「エグゼリオ変動重力源」
- 第16回「戦艦・カラコルム」

## メディア (媒体)

### DVD
- Vol.1-6 各話タイトル参照。

### Blu-ray Box
- トップをねらえ2! Blu-ray Box
  - 発売日：2012年6月22日 全6話、スタッフ、キャストオーディオコメンタリー新規収録。
- トップをねらえ2! Blu-ray Box Complete Edition（初回限定生産）
  - 発売日：2012年6月22日 全6話、スタッフ、キャストオーディオコメンタリー新規収録、特製ブックレット、映像特典収録。
- トップをねらえ2! Blu-ray Box Standard Edition
  - 発売日：2023年2月24日。リーズナブル版。

## 関連作品

### 劇場版
『トップをねらえ!&トップをねらえ2! 合体劇場版!!』（GUNBUSTER vs DIEBUSTER）
OVA完結後の、2006年10月1日に東京・秋葉原のアキバ3Dシアター他で前作とカップリング上映された。1作目はオリジナルキャストで5.1chサラウンド新録音したサウンドリプライズ版、2作目は新作カットを含めた再編集版。
2007年1月26日に、『トップをねらえ2! & トップをねらえ! 合体劇場版!!』DVD-BOX (初回限定生産)が発売され、2008年11月21日に『トップをねらえ2! 劇場版』Blu-ray、『トップをねらえ2! & トップをねらえ! 合体劇場版!!』Blu-ray BOX (初回限定生産)が発売されている。
『トップをねらえ2! OVA前編 / OVA後編』
シリーズ35周年を記念し2023年6月9日より『トップをねらえ2! OVA前編』（1話～4話）、『トップをねらえ2! OVA後編』（5話～6話）に再構成した劇場版を上映。

### コミック版
コミック版は、劇場版公開を前に富士見書房の月刊ドラゴンエイジ増刊「ドラゴンエイジピュア」Vol.2・Vol.3に掲載の後以後、月刊ドラゴンエイジ2006年9月号から11月号まで3話掲載された。作画は茜虎徹。2007年4月に全5話をまとめて単行本が発売。

### ドラマCD
- トップをねらえ2!トップレスドラマ! 
  - 2006年8月2日発売。

### インターネットラジオ
- DIEBUSTER WEB RADIO TOP! LESS（音泉）

### パチスロ
2010年6月より平和からパチスロ版『トップをねらえ2!』が導入。

### ゲーム
本作の直接的なテレビゲーム化では無いが、バンダイナムコエンターテインメントのゲーム「スーパーロボット大戦シリーズ」に本作が登場（参戦）している。
- 第3次スーパーロボット大戦Z 天獄篇（2015年4月2日発売、PlayStation 3 / PlayStation Vita） - 初参戦。登場するキャラクターならびにロボットおよび幾つかのストーリーエッセンスがゲームシナリオに組み込まれている。このゲームには『トップをねらえ!』も参戦しており、テレビゲームでは初めて両作の共演が実現した。
- スーパーロボット大戦X-Ω（2015年10月5日配信、iOS / Android） - 2016年9月より参戦。

## 受賞歴
アニメーション神戸
- 第10回 作品賞・パッケージ部門（2005年）

東京アニメアワード
- 第4回優秀作品賞（2005年）
- 第6回 オリジナルビデオ部門優秀作品賞（2007年）

文化庁メディア芸術祭アニメーション部門
- 第10回 審査委員会推薦作品（2006年）